# 邁耶 (伊利諾伊州富蘭克林縣)
邁耶（英語：Meyer）是位於美國伊利諾伊州富蘭克林縣的一個非建制地區。該地的面積和人口皆未知。

## 地理
邁耶的座標為38°02′53″N 89°02′34″W / 38.04806°N 89.04278°W，而該地的平均海拔高度為143米（即469英尺）。